# Stigmatoplia ornata
Stigmatoplia ornata är en skalbaggsart som beskrevs av Hermann Burmeister 1844. Stigmatoplia ornata ingår i släktet Stigmatoplia och familjen Melolonthidae. Inga underarter finns listade i Catalogue of Life.